# Тахунийская культура
Тахунийская культура — культура ближневосточного неолита и соответствующая ей каменная индустрия. Впервые характерная для этого периода каменная индустрия была найдена в 1928 году французским археологом Денис Бюзи (фр. Denis Buzy), давшим культуре название по месту раскопок — Вади-Тахун, расположенному недалеко от Вифлеема.
На протяжении значительного времени все культуры южного доисторического Леванта эпохи докерамического неолита объединялись под общим названием тахунийской культуры; по мнению Ави Гофера, изменение в значении термина «тахунийский» с момента введения понятия и до 1980-х, и связанные с этим вопросы периодизации культур, демонстрируют хаос терминов и концепций в изучении ближневосточного неолита; Гофер описывает это как «тахунийский ларец Пандоры».
Первоначально культура была определена, как поздняя мезолитическая, или прото-неолитическая, затем — как ранняя неолитическая, к тахунийской индустрии относили хиамскую культуру. Культура рассматривалась как пришедшая на смену мезолитической натуфийской культуре и сменившаяся керамической ярмукской культурой, а также культурами прибрежных областей и керамического неолита Иерихона. Термин «тахунийский» применялся для обозначения всего этого отрезка времени, который соответствует пяти периодам современной хронологии ASPRO.
В разное время предлагались деление периода на два под-периода (Тахунийский I, Тахунийский II) и более, переопределение только одного и них как собственно тахунийского, введение термина «прото-тахунийский» для периода примерно соответствующего современному Докерамический неолит A.
«Тахунийский период» может пониматься сужено, как относящийся к раннему периоду докерамического неолита B (8800-7600 до н. э. по хронологии ASPRO) в южном Леванте.
Артефакты, относимые к данной культуры находили в Иерихоне, на горе Кармель (Нахаль Орен), в Иудейских горах (Вади-Тахун, Абу-Гош, Мотца), в пустыне Негев, в Заиорданье (Бейде). Культура была распространена в основном в горах центральной Палестины, распространившись впоследствии на юг и восток.
Эммануэль Анати отмечал, что хотя у всех культур докерамического неолита Палестины есть много общего, местные особенности не позволяют свести все эти индустрии к одной культуре. Так, индустрия Нахаль Орен ближе к классической тахунийской, чем индустрия докерамического неолита B Иерихона, но обе они сильно отличаются от тахунийской индустрии Иудейских гор и Негева, хотя именно находки в Иудейских горах дали название культуре и индустрии.
Среди найденных инструментов присутствуют геометрические микролиты, свойственные для натуфийской культуры, но большинство инструментов получили новую форму.
Лезвия серпов стали крупнее; увеличилось количество больших палок-копалок, резцов.
В больших количествах находятся редкие для натуфийской культуры черешковые наконечники стрел.
Обработанные поперечной ретушью резцы сильно схожи с позднемезолитическими орудия Центральной Европы.
Расположенный в Иудейских горах Абу-Гош считается эталонным памятником тахунийской культуры. Жан Перро обнаружил там остатки однокомнатных четырёхугольных домов с конической крышей; в расположенной в нескольких километрах Мотце была обнаружена сходная индустрия, в которой эта культура представлена лучше всего.
В начале 7-го тысячелетия до н. э. в Иорданской долине появилась новая культура, сменившая культуры докерамического неолита A и полностью прервавшая шедшие от натуфийцев традиции. Лучше всего новая культура представлена в слоях докерамического неолита B Иерихона; она характеризовалась тахунийской каменной индустрией, жилищами прямоугольной формы с обмазанными глиной полами и стенами, часто крашенными красным. Святилища имели вид мегарона. Джеймс Мелларт предполагает, что данная культура распространялась с миграцией населения с севера.
Основным занятием населения было земледелие в сочетании с охотой с луком и стрелами. Есть сведения об одомашнивании козы.
В период развитой тахунийской индустрии в Иудейских горах стали делать керамику. За время существования тахунийской культуры, в других регионах Палестины появились новые, возможно связанные с миграцией народов, типы материальной культуры с более развитыми традициями и умением изготавливать керамику. Вероятно, изготовление керамики поздними тахунийцами было перенято у соседних культур.
Дольше всего тахунийская культура просуществовала в западной части Негева; в Вади-Шаллала, недалеко от Газы, были найдены типичные тахунийские кремнёвые орудия в поселениях, где население уже знало керамику. Поздняя тахунийская культура широко распространилась по пустыням юго-западной части «плодородного полумесяца», вплоть до Синая. Носители этой позднетахунийской культуры, возможно, первые в регионе наладили регулярные связи с населением южной Палестины и Египта (Тасийская культура).
Более того, поздняя тахунийская индустрия и сама сходна с египетской тасийской культурой. Последние тахунийские орудия тасийской культуры в Египте, видимо, относятся к 5-му тысячелетию до н. э. и даже к началу 4-го.
Возможно, движение тахунийцев к югу было связано с миграцией в Палестину с севера и востока людей ярмукской культуры, которые умели изготавливать высококачественную керамику и имели новый для региона обычай строить оседлые поселения. Однако вопрос о связи смены культур со сменой этнического состава населения является дискуссионным.
По одной из версий, выдвинутой сторонниками весьма спорной гипотезы «бореального языка», прародиной тахунийцев была юго-восточная Малая Азия и они имели родственные связи с племенами свидерской культуры.